# Pierre Maroteaux
Pierre Henri Joseph Maroteaux (Versailles, 18 agosto 1926 – Versailles, 20 dicembre 2019) è stato un pediatra francese.
Si laureò in medicina presso l'Università di Parigi nel 1952. Diresse la sua ricerca nel campo della genetica arrivando a diventare direttore del National Centre of Scientific Research, presso lHôpital des Enfants Malades.
Sotto la direzione di Emile Maurice Joseph Lamy studiò l'anemia emolitica, le aberrazioni cromosomiche e la mucopolisaccaridosi (lui e Lamy sono eponimi della mucopolisaccaridosi di tipo VI, detta appunto sindrome di Maroteaux-Lamy). Maroteaux e i suoi colleghi, nel 1982, descrissero per primi un caso di atelosteogenesi.